# Palacio Falier Canossa
El palacio Falier Canossa o palacio Falier es un edificio histórico  italiano situado en el sestiere o barrio de San Marco en Venecia. Se asoma al Gran Canal, entre el Ca' del Duca y el palacio Giustinian Lolin.

## Historia
El edificio fue un encargo de la familia veneciana Falier en la primera mitad del siglo XV y fue su residencia hasta la extinción de la casa. Todavía en 1492 era su propietario Francesco Falier, desterrado a la isla de Chipre ese mismo año.
Vendido a la familia noble veronesa Canossa, pasó posteriormente a la actual propiedad.
En la segunda mitad del siglo XIX el literato norteamericano William Dean Howells, cónsul de los Estados Unidos enviado por Abraham Lincoln, vivió hasta 1865 en unas habitaciones situadas en el entresuelo del palacio. Tras su partida, el escritor publicó Venetian life (Vida en Venecia), que fue un auténtico superventas de su época.

## Descripción
La fachada se encuentra retranqueada respecto a los dos volúmenes laterales coetáneos, en contra de los esquemas tradicionales de la época. Estas dos estructuras, que enmarcan una gran polífora central fueron añadidas probablemente años después de la terminación de la fachada principal del edificio. Ambas, sin embargo, presentan una volumetría desigual.
Del interior destacan en la actualidad el comedor, decorado con espejos y estucos dorados.